# Giovanni Soranzo
Giovanni Soranzo (né en 1240 à Burano et mort le 31 décembre 1328) est un homme politique italien du XIVe siècle, qui est le 51e doge de Venise, élu en 1312. D'une grande expérience militaire et diplomatique, il réussit à manœuvrer en politique extérieure afin d'éviter d'engager la république dans des conflits.

## Biographie
Giovanni Soranzo est né dans une vieille famille noble, il fait carrière dans l'armée vénitienne devenant général et amiral et réussissant à mettre en difficulté, à plusieurs reprises, les Génois au cours des longues guerres qui les opposent. Il épouse Francesca Molin, femme selon certains chroniqueurs encline à accepter facilement des cadeaux des rois étrangers, il eut avec certitude une fille, Soranza qui est la femme d'un Querini exilé à vie pour sa participation au complot de Bajamonte Tiepolo de 1310, il retourne à Venise en 1314 et est condamné à la réclusion à vie.

### Le Dogat
Soranzo est élu le 13 juillet 1312 sans rencontrer de grandes difficultés. Après la guerre et le complot de Bajamonte Tiepolo (1310), le climat à Venise s’est un peu calmé et en 1313, la ville obtient le pardon du pape et la révocation de l'excommunication infligée à la suite de la guerre pour Ferrare cela grâce aux bons offices de Francesco Dandolo qui est le successeur de Soranzo.
Curieusement, bien que Soranzo soit un homme de guerre, pendant son dogat, Venise ne connait que la paix : le commerce est florissant, les citoyens s'enrichissent, les traités commerciaux avec les puissances extérieures augmentent année après année. Certainement, derrière ce tableau idyllique, il y a des tensions avec Gênes et les autres puissances mais pendant ces années il ne se passe rien de notable. En 1321, peu de mois avant sa mort, Dante Alighieri visite la ville lagunaire et l'arsenal.
Giovanni Soranzo tombe gravement malade pendant l'été 1328 et meurt le 31 décembre après une longue vie remplie d'honneurs. Ce dogat est un de ceux les plus paisibles de la république de Venise. Il est enterré dans la basilique Saint-Marc.